# Sud Est (Inghilterra)
Il Sud Est (South East in inglese) è una delle regioni ufficiali dell'Inghilterra. La regione confina con il Sud Ovest a ovest, con le Midlands Occidentali e le Midlands Orientali a nord, con l'Est dell'Inghilterra e la Grande Londra a nord-est, con il Mare del Nord ad est e con il canale della Manica a sud. La regione è collegata con la regione francese Hauts-de-France tramite l'Eurotunnel. Fino alla fine degli anni 1990 le contee dell'Essex, dell'Hertfordshire e del Bedfordshire erano anch'esse incluse ai fini ufficiali.
Nell'uso ufficioso il Sud Est può riferirsi ad una zona variabile - a volte solo al Kent, all'East Sussex, al West Sussex ed al Surrey. L'accezione più comunemente usata è probabilmente l'ex designazione ufficiale sopra descritta, che corrisponde approssimativamente con la London commuter belt. La regione era stata dotata di un'assemblea nominata dalle contee, ma è stata abolita il 31 marzo 2009, e si è riusciti a mettere in piedi solo un coordinamento, South East England Councils.

## Suddivisioni
| Contea cerimoniale | Contea/ Autorità unitaria | Distretti |
| ------------------ | ------------------------- | --- |
| Berkshire          | West Berkshire            | West Berkshire |
| Berkshire          | Reading                   | |
| Berkshire          | Wokingham                 | |
| Berkshire          | Bracknell Forest          | |
| Berkshire          | Windsor and Maidenhead    | |
| Berkshire          | Slough                    | |
| Buckinghamshire    | Buckinghamshire           | South Bucks, Chiltern, Wycombe, Aylesbury Vale |
| Buckinghamshire    | Milton Keynes             | |
| East Sussex        | East Sussex               | Hastings, Rother, Wealden, Eastbourne, Lewes |
| East Sussex        | Brighton & Hove           | |
| Hampshire          | Hampshire                 | Gosport, Fareham, Winchester, Havant, East Hampshire, Hart, Rushmoor, Basingstoke and Deane, Test Valley, Eastleigh, New Forest                    |
| Hampshire          | Southampton               | |
| Hampshire          | Portsmouth                | |
| Isle of Wight      |                           | |
| Kent               | Kent                      | Dartford, Gravesham, Sevenoaks, Tonbridge and Malling, Tunbridge Wells, Maidstone, Swale, Ashford, Folkestone and Hythe, Canterbury, Dover, Thanet |
| Kent               | Medway                    | |
| Oxfordshire        | Oxfordshire               | Oxford, Cherwell, South Oxfordshire, Vale of White Horse, West Oxfordshire                                                                         |
| Surrey             | Surrey                    | Spelthorne, Runnymede, Surrey Heath, Woking, Elmbridge, Guildford, Waverley, Mole Valley, Epsom and Ewell, Reigate and Banstead, Tandridge         |
| West Sussex        | West Sussex               | Worthing, Arun, Chichester, Horsham, Crawley, Mid Sussex, Adur                                                                                     |